# عدي قيح
عدي قيح هي مدينة، في إريتريا، تقع في Adi Keyh subregion ‏، بلغ عدد سكانها 13,061 نسمة وذلك حسب إحصائيات سنة 2004.